# 나미비아의 코로나19 범유행
다음은 나미비아의 코로나19 범유행 현황에 대한 설명이다.

## 연혁
3월 14일, 스페인에서 카타르를 경유해 3월 11일에 나미비아로 입국한 루마니아인의 감염 사실을 공표했다.
3월 19일, 감염 사례가 3건으로 늘어났으며 모두 지역 감염 사례로 나타났다.
3월 25일, 총 7건의 지역 감염 사례가 기록되었다.
3월 28일, 감염 사례는 11건으로 늘어났다.

## 같이 보기
- 아프리카의 코로나19 범유행
- 나라별 코로나19 범유행
- 코로나19 경기후퇴